# Wahl des Rats der Deutschsprachigen Gemeinschaft 1995
- SP: 4
- Ecolo: 3
- PFF: 5
- PJU-PDB: 3
- CSP: 10

Die Wahl des Rats der Deutschsprachigen Gemeinschaft 1995 fand am 21. Mai 1995 statt. Gewählt wurden die Mitglieder der Legislative der Deutschsprachigen Gemeinschaft Belgiens für die Legislaturperiode 1995–1999. Zur Wahl stellten sich die Christlich Soziale Partei (CSP), die Sozialistische Partei (SP), die Partei für Freiheit und Fortschritt (PFF), die Partei der deutschsprachigen Belgier mit den Parteilosen Jugendlichen Unabhängigen (PJU/PDB) und Ecolo.
Nachfolgende Tabelle zeigt den Ausgang der Wahl:
| Partei      | Anzahl Stimmen | Anteil in % | Anzahl Sitze |
| ----------- | -------------- | ----------- | ------------ |
| CSP         | 13.307         | 35,93       | 10           |
| SP          | 5.958          | 16,09       | 4            |
| PFF         | 7.367          | 19,89       | 5            |
| PJU/PDB     | 5.051          | 13,64       | 3            |
| Ecolo       | 5.128          | 13,85       | 3            |
| P.A.B.-A.E. | 226            | 0,61        | 0            |

Schließlich fanden sich CSP und SP zu einer Zweiparteien-Koalition zusammen.